# Perché non possiamo non dirci "cristiani"
Perché non possiamo non dirci "cristiani" è un breve saggio scritto da Benedetto Croce nel 1942, nel quale l'autore sostiene che il Cristianesimo ha compiuto una rivoluzione «che operò nel centro dell'anima, nella coscienza morale, e conferendo risalto all'intimo e al proprio di tale coscienza, quasi parve che le acquistasse una nuova virtù, una nuova qualità spirituale, che fino allora era mancata all'umanità» che per merito di quella rivoluzione non può non dirsi "cristiana".
«Gli uomini, gli eroi, i geni» che vissero prima dell'avvento del Cristianesimo «compirono azioni stupende, opere bellissime, e ci trasmisero un ricchissimo tesoro di forme, di pensiero, di esperienze» ma in tutti essi mancava quel valore che oggi è presente in tutti noi e che solo il Cristianesimo ha dato all'uomo.

## Genesi dell'opera

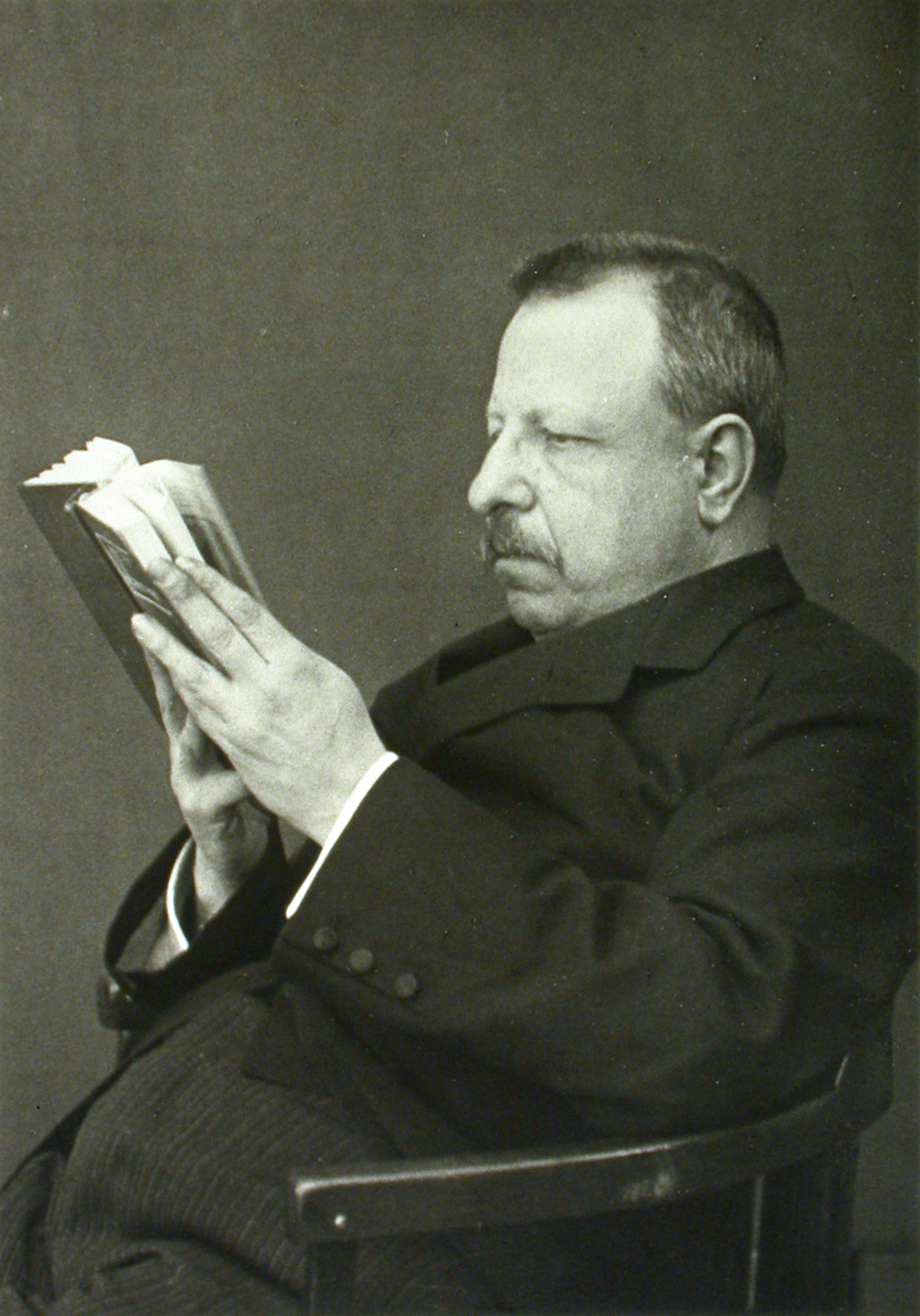
Benedetto Croce

Lo stesso Croce racconta come il 16 agosto del 1942, mentre si trovava in vacanza con la famiglia a Pollone, gli nacque la domanda a cui rispose con questo saggio:
 Il 26 agosto dello stesso anno «per scuotere la malinconia ho meditato e scritto il saggio Perché non possiamo non dirci "cristiani", che dovrò qua e là schiarire nel copiarlo». Dopo averlo «copiato e corretto» nella giornata seguente, il 28 viene «riveduto ancora una volta» e «passato a Elena (Croce) per la copia». Il 29 Croce corregge ancora la «copia dattilografata» che sarà infine stampata sulla Critica.
Il 30 agosto Croce scriveva alla sua recente amica, la poetessa Maria Curtopassi, che gli aveva regalato un'edizione del Nuovo Testamento dalla cui lettura era nata la sua riflessione sul Cristianesimo:
L'opera quindi, pur essendo stata scritta di getto, fu meticolosamente riveduta e corretta, testimonianza questa dell'importanza che Croce attribuiva a questo piccolo scritto, a cominciare dal titolo che non a caso segnava tra virgolette il termine "cristiani" volendo indicare un significato diverso da quello comunemente adottato per la parola: fin dall'inizio cioè Croce voleva indicare la particolare prospettiva che assumeva nella sua analisi il fenomeno del cristianesimo.
Il breve testo crociano ebbe subito diffusione e notorietà, non a caso, in quel periodo in cui la Chiesa cattolica incominciava a rendere esplicito il suo dissenso dal regime fascista, il quale reagì con una violenta campagna di stampa che investì anche Croce, fatto scherno dal ministro dell'educazione nazionale, Giuseppe Bottai, che alludeva ironicamente all'operetta crociana con un articolo intitolato Benedetto Croce rincristianito per dispetto.

## La rivoluzione cristiana
Invero, Croce non aveva abbandonato la sua convinzione laica né si schierava a difesa della Chiesa romana, ma semplicemente osservava come «con l'appello alla storia non possiamo non riconoscerci e non dirci cristiani». La storia dimostrava cioè che era stato il successo storico del Cristianesimo più che il suo messaggio religioso a imporsi nelle coscienze. Scrive Croce:
Volenti o nolenti, dunque, noi siamo gli eredi di una rivoluzione: termine che non a caso usa Croce volendo significare il carattere dirompente, e costruttivo assieme, della rivoluzione cristiana, che storicamente ha operato come tutte le altre rivoluzioni, che però «... non sostengono il suo confronto, parendo rispetto a lei particolari e limitate».
Non possono infatti paragonarsi alla rivoluzione culturale cristiana né le «rivoluzioni» antiche, come quella del pensiero in Grecia e del diritto a Roma, né le rivoluzioni moderne, che «non si possono pensare senza la rivoluzione cristiana» e sono «in relazione di dipendenza da lei».
La rivoluzione cristiana rappresenta infatti un evento unico nella storia dell'umanità perché, a differenza di tutte le altre, essa «operò nel centro dell'anima, nella coscienza morale»; «la sua legge attinse unicamente dalla voce interiore» e «la coscienza morale, all'apparire del cristianesimo, si avvivò, esultò e si travagliò in modi nuovi».
Quella cristiana è stata una rivoluzione «così comprensiva e profonda, così feconda di conseguenze, così inaspettata e irresistibile nel suo attuarsi, che non maraviglia che sia apparso o possa ancora apparire un miracolo, una rivelazione dall'alto, un diretto intervento di Dio nelle cose umane». Ma la rivoluzione cristiana «non fu un miracolo», «perché lo spirito è sempre la pienezza di sé stesso».

## I filosofi e il Cristianesimo
Quello Spirito che, presente in tutti i filosofi, dai medievali ai rinascimentali, dagli illuministi francesi ai vari Vico, Kant, Fichte, Schelling e Hegel, li rese debitori dei valori del cristianesimo ma nello stesso tempo legittimi interpreti di quella religione diffondendone i princìpi, proprio «questi, e tutti gli altri come essi, che la chiesa di Roma, sollecita (come non poteva non essere) di proteggere il suo istituto e l'assetto che aveva dato ai suoi dogmi nel concilio di Trento, doveva di conseguenza sconoscere e perseguitare e, in ultimo, condannare con tutta quanta l'età moderna in un suo sillabo, senza per altro essere in grado di contrapporre alla scienza, alla cultura e alla civiltà moderna del laicato un'altra e sua propria e vigorosa scienza, cultura e civiltà».
Misero in atto e diffusero i valori di quella "rivoluzione cristiana" quei filosofi, pur laici, che la Chiesa cattolica che li condannò non riuscì a propagare perché aveva trasformato quell'innovativo pensiero, che per la sua stessa natura è «sempre un abbozzo a cui in perpetuo sono da aggiungere nuovi tocchi e nuove linee», in un complesso intangibile di dogmi.
Alla Chiesa va riconosciuto comunque il merito di avere eliminato dal pensiero religioso del rapporto tra l'uomo e Dio tutte le incrostazioni mitiche precedenti e di aver elaborato definitive categorie filosofiche nell'ambito di un dibattito sul pensiero cristiano a cui hanno partecipato tutte le filosofie seguenti. Né la Chiesa si sottrasse al suo compito di rendersi universale cercando di far prevalere il pensiero cristiano e di diffonderlo in Europa, pur cadendo essa stessa nel suo corso storico in "errori" da cui seppe però sanarsi e riformarsi.

## I meriti del cristianesimo
Al cristianesimo dobbiamo la nuova visione della storia dove l'uomo agisce secondo una nuova morale basata sull'amore «verso tutti gli uomini, senza distinzioni di genti e di classi, di liberi e di schiavi, verso tutte le creature, verso il mondo che è opera di Dio, e Dio che è Dio d'amore», quel Dio che è lo «Spirito» il cui mistero è ancora oggi oggetto dell'indagine dei filosofi la cui passione per la verità ne fa quasi dei martiri perché
Da queste ultime parole, si rileva come Benedetto Croce sia stato influenzato da Hegel nel contrapporre la logica della Ragione (Vernunft) alla logica astratta dell'Intelletto (Verstand). Solo la ragione infatti può  comprendere pienamente Dio come Spirito; infatti l'intelletto, con la sua logica del finito, lascia uno spazio per il mistero, come la filosofia di Kant bene lasciava intendere. Pertanto Croce hegelianamente afferma il primato della filosofia, intesa come conoscenza dello Spirito, sulla religione rivelata.

## Edizioni italiane
- ed. in «La Critica» del 20 novembre 1942;
- ed. come estratto per Laterza, Bari 1943;
- ed. come estratto per Laterza, Bari 1944;
- raccolto nei Discorsi di varia filosofia, vol. I, Laterza, Bari 1945;
- ed. Laterza, Bari 1959;
- ed. La Locusta, Vicenza 1966 (poi nel 1986, 1994 e 2004);
- ed. a cura di P.F. Quaglieni, Centro Pannunzio, Torino 1998.
- ed. a cura di Corrado Ocone, Historica Edizioni, Roma 2022, ISBN 9788833374178